# Stefano Zoff
Stefano Zoff [ˈsteːfano dzɔf] (* 17. März 1966 in Monfalcone, Italien) ist ein ehemaliger italienischer Boxer im Leichtgewicht. Am 7. August im Jahre 1999 nahm er Julien Lorcy durch eine geteilte Punktrichterentscheidung den Weltmeistertitel des Verbandes WBA ab, verlor ihn allerdings bereits in seiner ersten Titelverteidigung gegen Gilberto Serrano durch T.K.o in Runde 10.